# No More Pain
No More Pain (reso graficamente come NO MORE PAIИ) è il quinto album studio della boy band giapponese KAT-TUN, pubblicato in Giappone il 16 giugno 2010 dalla J-One Records. L'album è uscito in due versioni: una normale ed una a tiratura limitata contenente un DVD.

## Tracce
1. N.M.P. (NO MORE PAIN) - 3:54
2. Love Yourself ~Kimi ga kirai na kimi ga suki~ - 3:51
3. Faraway - 4:08
4. The D-Motion - 3:55
5. Right Now - 3:48
6. Rockin' All Nite - 3:57
7. Going! - 4:07
8. Sweet - 4:17
9. Love Music - 4:29
10. Make U Wet - Chapter 2- - 3:37
11. Rabbit or Wolf? - 3:57
12. Film - 4:13
13. Promise Song - 5:26
14. Hello - 3:33

## Classifiche
| Classifica        | Posizione |
| ----------------- | --------- |
| Giappone (Oricon) | 1         |